# Oliga Macovchina
Oliga Macovchina (Kišinev, 9 luglio 1964) è un'ex cestista moldava.

## Carriera
Con la Moldavia ha disputato due edizioni dei Campionati europei (1995, 1997).